# Lupul cel harnic
Lupul cel harnic este un film românesc din 1986 regizat de Isabela Petrașincu.